# Феминистское богословие
Фемини́стское богосло́вие (также фемини́стская теоло́гия и теоло́гия фемини́зма) — возникшее в 1960-е годы в разных религиях направление в богословии, связанное с феминистским движением. Феминистское богословие родственно с теологией освобождения и теорией феминизма.

## Суть
Предметом феминистского богословия является категория женского в поле религии, религиозных практик и ритуалов. В поле зрения феминистических богословов находится изучение места гендерных отношений в иерархии ценностей различных религий. Богословы данного направления указывают на то, что как в мировых, так и в национальных религиях сохраняется система взглядов, принижающих роль женщины, что заключается, например, в существовании различных табу (например «нечистота» женщины во время менструации), запретов на изучение женщинами священных текстов и преподавание богословия и проведение религиозной службы.
Феминистское богословие оперирует несколькими базовыми принципами, которые характерны для большинства его направлений:
- человеческий язык не только отражает реальность, но и меняет её;
- язык и другие андроцентричные символы способствуют преуменьшению женщин в обществе;
- библейские тексты отражают патриархальность еврейской и христианской культур;
- любая интерпретация этих текстов является ангажированной и нуждается в критике, направленной на тех, чьи интересы она обслуживает[2].

## История и методология
Хотя нет определённой общепризнанной даты возникновения феминистского богословия, его происхождение многими связывается со статьёй «Человеческая ситуация: женский взгляд» (англ. The Human Situation: A Feminine View), написанной и опубликованной Валери Сейвинг (Гольдштейн) (Valerie Saiving (Goldstein)) в 1960-х годах. Автор поставила вопрос о том, что почти все работы по теологии были написаны мужчинами и для мужчин, и что это поспособствовало созданию патриархальной общественной системы, подавляющей женщин. Опубликованные Сейвинг идеи оказали влияние на многих других исследователей и во многом способствовали дальнейшему развитию современного религиозного феминизма.
Стэнли Гренц (Stanley Grenz) и Роджер Олсон (Roger Olson) выделяют три стадии развития феминистского богословия:
1. критика обращения с женщинами в прошлом;
2. альтернативное прочтение библейских и других религиозных текстов, поддерживающее феминистскую идеологию;
3. исправление, отмена и/или пересмотр отдельных положений теологии для согласования её с идеологией феминизма[4].

По словам тех же авторов, все приверженцы феминизма признают этот системный недостаток богословия, но имеют разные мнения о том, насколько далеко от библейских и христианских традиций нужно уйти женщинам, чтобы приблизиться к своему идеалу. Некоторые из них развивают феминистское богословие в других религиях или традициях.

## Направления
В современном западном феминистском богословии выделяются следующие четыре направления:
- Ревизионистское направление выступает за устранение сексизма из церковных практик и корректную с точки зрения гендерного равенства интерпретацию священных текстов.
- Реформистское направление считает нужным включить в церковную службу ритуалы, отражающие женские представления и делают упор на введение женщин в церковную иерархию.
- Революционное направление выступает за ограничение влияния традиционных религий и выдвигает идею построения «новой женской спиритуальности», основанной на смешении различных обычаев, в наибольшей степени отражающих женский опыт постижения Бога.
- Реджектионистское направление является наиболее радикальным, поскольку его приверженцы считают, что сексизм настолько глубоко проник в традиционные религии, что для удовлетворения женского духовного развития необходимо создание абсолютно новых альтернативных форм веры и спиритуальных обрядов[1].

## Теология феминизма и религии
Феминистская богословская теория подвергает критике ряд древних представлений, которые нашли отражение в религиозных традициях, трактуя эти представления как патриархальные, принижающие роль женского или женоненавистнические, рассматривая это в современной перспективе, используя различные современные теории.
Теоретики феминистского богословия проявляют интерес к раннехристианским текстам, альтернативным канону Нового Завета, особенно гностическим, и другим еретическим традициям. Многие тексты Библии они называют «женоненавистническими и дискриминационными»: так, Ш. Риндж отмечает, что женщины в христианстве и иудаизме обычно являются объектами, а не субъектами религиозных практик.
Феминистское богословие является маргинальным по отношению к мейнстримным религиозным течениям[уточнить], противопоставляя свои взгляды общему и универсальному толкованию[уточнить].

### Монотеистические религии

#### Иудаизм
Сторонники иудейского феминизма стремятся сделать религиозный, политический и социальный статус иудейской женщины таким же, как у иудейского мужчины. Феминистские движения присутствуют во всех основных деноминациях иудаизма, используют различные подходы и добиваются различных успехов, и сама феминистская теология варьируется.
В некоторых иудофеминистских теологиях продвигается идея о придании Богу женских качеств, в том числе в текстах молитв сидура и в богослужебных церемониях, в то время как раввины мужского пола обращаются к Богу исключительно как к мужчине и наделяют его только маскулинными чертами.
В 1976 году Рита Гросс (англ. Rita Gross) опубликовала статью «Женский божественный язык в иудейском контексте» (англ. Female God Language in a Jewish Context) (Davka Magazine 17), которую иудейская исследовательница, феминистка и лесбиянка Джудит Пласко (англ. Judith Plaskow) оценила как «вероятно, первую статью, где теоретически рассматривается вопрос женского Богоязыка в иудейском контексте»; сама Гросс в то время исповедовала иудаизм, перейдя в него из лютеранства, а в следующем 1977 году она стала ученицей Чогьяма Трунгпа Ринпоче и тибетской буддисткой.
Реконструктивистский раввин и лесбиянка Ребекка Алперт (англ. Rebecca Alpert) (Reform Judaism, Winter 1991) прокомментировала:

Опыт чтения молитв по «Сиддур Нашим» [первый иудейский молитвенник, в котором при обращении к Богу используются местоимения женского рода и женственные образы, издан Маргарет Вениг и Наоми Яновиц (Naomi Janowitz) в 1976 году] … преобразил мои отношения с Богом. Я впервые поняла, что значит быть сотворённой по образу Божию. Представляя Бога женщиной, такой же, как я, видя Её как могущественной, так и заботливой, имеющей женское тело с маткой и грудями — я получила крайне значимый опыт. У мужчин были такие же взаимоотношения с Богом на протяжении всех этих тысячелетий? Как здорово было получить доступ к тем чувствам и ощущениям!
Оригинальный текст (англ.)The experience of praying with Siddur Nashim [the first Jewish prayer book to refer to God using female pronouns and imagery, published by Margaret Wenig and Naomi Janowitz in 1976]  ... transformed my relationship with God. For the first time, I understood what it meant to be made in God's image. To think of God as a woman like myself, to see Her as both powerful and nurturing, to see Her imaged with a woman's body, with womb, with breasts – this was an experience of ultimate significance. Was this the relationship that men have had with God for all these millennia? How wonderful to gain access to those feelings and perceptions.

В 1990 году женщина-раввин и лесбиянка Маргарет Вениг (англ. Margaret Wenig) написала проповедь «Бог — это женщина, и Она стареет» (англ. God Is a Woman and She Is Growing Older), которая в 2011 году десять раз была издана (в том числе три раза на немецком) и читалась раввинами от Австралии до Калифорнии.
Другая женщина-раввин, Пола Реймерс (англ. Paula Reimers), в статье «Феминизм, иудаизм и Богиня-мать» написала:

Те, кто хотят употреблять местоимение «Она» по отношению к Богу, хотят подтвердить женственность и феминные аспекты божественности. Они делают это, чтобы подчеркнуть наиболее явные отличия женского опыта от мужского. И мужское, и женское божество может творить словом или действием, но рождение является исключительно женской метафорой сотворения. После того, как мы однажды назовём Бога в женском роде, метафора рождения, как и отождествление божественного с природой и происходящими в ней процессами, становятся неизбежными.
Оригинальный текст (англ.)Those who want to use God/She language want to affirm womanhood and the feminine aspect of the deity. They do this by emphasizing that which most clearly distinguishes the female experience from the male. A male or female deity can create through speech or through action, but the metaphor for creation which is uniquely feminine is birth. Once God is called female, then, the metaphor of birth and the identification of the deity with nature and its processes become inevitable

Ахува Заче (Ahuva Zache) утверждает, что использование и маскулинного, и феминного языка для описания Бога может быть хорошим, но заявляет при этом своим читателям, исповедующим реформированный иудаизм, что Бог — вне гендера:

Женственные образы Бога никоим образом не угрожают иудаизму. Напротив, они улучшают иудейское понимание Бога, которое не должно ограничиваться маскулинными метафорами. Любая формулировка, которую люди используют для описания Бога — всего лишь метафора. Использование маскулинных и феминных метафор Бога — единственный способ напомнить себе, что гендерно окрашенные описания Бога — всего лишь метафоры. Бог — вне гендера.
Оригинальный текст (англ.)Feminine imagery of God does not in any way threaten Judaism. On the contrary, it enhances the Jewish understanding of God, which should not be limited to masculine metaphors. All language that humans use to describe God is only a metaphor. Using masculine and feminine metaphors for God is one way to remind ourselves that gendered descriptions of God are just metaphors. God is beyond gender.

Однако подобные взгляды резко противоречат даже либеральным трактовкам иудаизма. В молитвенниках, изданных сторонниками либерального (реформистского) иудаизма, замечается тенденция избегать употребления слов мужского рода, использовать гендерно-нейтральные выражения по отношению к Богу. Такое мы видим в британском либеральном иудейском молитвеннике «Сидур Лев Хадаш» (Siddur Lev Chadash, 1995) и в «Формах молитвы» (англ. Forms of Prayer, 2008), изданных британским «Движением за реформу иудаизма» (англ. Movement for Reform Judaism). В реформистском иудейском молитвеннике «Мишкан тфила» (англ. Mishkan T'filah), изданном в США в 2007 году, обращения к Богу местоимением «Он» были исключены, и наравне с еврейскими патриархами (Авраамом, Исааком и Иаковом) упоминаются матриархи (Сара, Ревекка, Рахиль и Лия). В 2015 году в дополнение к «Мишкан тфила» был издан сборник молитв для Высоких святых дней (англ. High Holy Days) «Мишкан ха-нефеш» (Mishkan HaNefesh). Он включает такую версию «Авину малкену» (иудейской молитвы), в которой к Богу обращаются и как к «Любящему Отцу», и как к «Милосердной Матери». Ранее в реформированном иудаизме был издан молитвенник «Врата покаяния» (англ. Gates of Repentance), в котором радость невесты и радость жениха упоминались по отдельности; в «Мишкан ха-нефеш» говорится про «веселье пар под сенью хупы [свадебного балдахина]» и добавляется возможность при чтении текстов Торы вместо «сын такого-то» или «дочь такого-то» употреблять гендерно-нейтральное «из дома такого-то» (ивритское «мибейт»).
В 2003 году была издана книга Мелиссы Рафаэль (Melissa Raphael) «Женский лик Бога в Аушвице: иудейская феминистская теология холокоста», ставшая одно из первых опубликованных работ по иудейскому религиозному феминизму. Из более ранних известны только книга Джудит Пласко «Снова стоять на Синае: иудаизм в феминистской перспективе» (англ. Standing Again at Sinai: Judaism from a Feminist Perspective, 1991) и книга Рейчел Адлер (англ. Rachel Adler) «Порождения иудаизма: инклюзивная теория и этика» (англ. Engendering Judaism: An Inclusive Theology and Ethics). Эта работа по феминистской теологии, относящейся к иудаизму, также контекстуализирует другую цель сторонников этого направления — переформулировать исторические тексты и то, как они преподаются. Это касается не только представлений о Боге, но также о роли женщин в истории и понимания той роли в свете нового феминизма. Многие иудейские сообщества считают феминизм «слишком западным» явлением, не подтверждающим правоту иудаизма, хотя допускают отдельные феминистские утверждения с учётом традиций и современной мысли.

#### Христианство
Христианский феминизм — направление феминистского богословия, в котором ищется христианское обоснование равенства мужчин и женщин в нравственном, социальном, духовном и управленческом отношении. Христианские приверженцы феминизма утверждают, что женщинам нужно внести свой вклад в христианское богословие, потому что без этого понимание христианства не будет полным.
Авторы, определяющие себя в качестве феминистских теологов, утверждают, что Бог не дискриминирует людей по биологически определённым характеристикам, таким как пол или раса. Главные из рассматриваемых ими вопросов — ординация женщин, главенство мужа в христианском браке, признание равных духовных и нравственных возможностей, репродуктивные права, изыскание феминной или гендерно-нейтральной божественности. Часто христианские приверженцы феминизма стараются найти более древние записи религиозных текстов, которые могли бы подтвердить, что феминизм не идёт против христианства, но всегда присутствовал в его текстах.
Считавшая себя «радикальной лесбийской феминисткой» Мэри Дейли выросла в ирландской католической семье и всё своё образование получила в католических учебных учреждениях. Она защитила три докторские диссертации: одну по священной теологии (англ. sacred theology) в Колледже святой Марии (St. Mary's College), другие две — по теологии и по философии — в швейцарском Фрибургском университете (University of Fribourg). В своих ранних работах Дейли выражала желание реформировать христианство изнутри, но позднее пришла к выводу, что христианство как таковое неспособно на необходимые для этого изменения.
Как и некоторые другие теологи, приверженные идеологии феминизма, Дейли пришла к выводу, что исправление и реформирование христианского вероучения в феминистском направлении уже нельзя считать реально осуществимым, и единственный выход из положения — осуждение этого вероучения как такового и отказ от христианского вероисповедания. Автор книги The Myth of Matriarchal Prehistory Синтия Эллер, отметила следующее: «Женщины-христианки, которые были сильно увлечены поклонением богиням, неоязычеством или отдельно взятыми сторонами колдовства в феминистском духовном движении, как правило, заканчивают тем, что отвергают христианство. Как в литературе движения, так и во всех интервью, которые я провела, бывшие христианки критикуют христианство, часто считая его непоправимо патриархальным».
Розмари Редфорд Рютер написала о критически важных дополнительных трактовках христианского вероучения в русле феминистской теологии и о том, какое влияние они оказали в современном мире. Рютер тоже выросла в семье римокатоликов и обучалась в католических высших школах, затем в колледже Скриппс (англ. Scripps College). В 1965 году она работала в общественной организации Delta Ministry, с 1966 по 1976 преподавала в Школе религии Университета Говарда. В вышеупомянутом сборнике под редакцией Форда про неё говорится[кем?], что «Розмари Рютер писала по вопросу о христианской вере, уделяя особое внимание экклезиологии и её роли в церковно-мирских конфликтах, христианско-иудейских отношениях … политической и религиозной жизни Америки, а также в феминизме».
В 1970-х годах Филлис Трибл (англ. Phyllis Trible) впервые применила христианско-феминистский подход к библейской критике, используя методы риторического критицизма, предложенные её научным руководителем (англ. dissertation advisor) Джеймсом Мюленбургом (англ. James Muilenburg).
Идеологический критицизм как способ прочтения библейского текста используется многими сторонниками теологии освобождения (латиноамериканцами, афроамериканцами, феминистками, постколониалистами, квирами), и все они пытаются использовать опыт подавляемой (маргинальной) группы, которую они представляют, как критический принцип герменевтики. С другой стороны христианское феминистское богословие подвергается критике за то, что уделяет внимание в основном белокожим женщинам. В результате этого возникли такие движения, как вуманистское богословие (англ. Womanist theology), уделяющее особое внимание афроамериканкам, азиатское феминистское богословие (англ. Asian feminist theology), описанное в работах Элис Уолкер (Alice Walker) и фокусирующееся на азиатских женщинах, и даже муджеристское богословие для женщин Латинской Америки, представленное Адой Марией Исаси-Дией (Ada Maria Isasi-Dia). Те, кто выступает за гендерное равенство и равноправие всех христиан, но не хочет ассоциировать себя с христианским феминизмом, иногда употребляют термин христианский эгалитаризм (англ. Christian egalitarianism)

#### Ислам
Исламский феминизм поддерживает полное равноправие всех мусульман, независимо от пола, как в частной, так и в общественной жизни, права женщин, гендерное равноправие и социальную справедливость в исламском обществе. Основываясь на исламе, это движение также использует секулярные европейские и другие немусульманские идеи, считает себя частью глобального феминистского движения. В аргументации собственных воззрений теоретики исламского феминизма прибегают к либеральной и правозащитной риторике, включаясь в том числе и в квир-дискурс. Сторонники движения полагают, что в Коране, хадисах и шариате провозглашается равенство людей, и ставят под сомнение патриархальную интерпретацию исламского вероучения, стремясь к созданию более справедливого общества равноправия. Это делается путём обоснования женской автономии предписаниями Корана. Особое внимание уделяется исламским женщинам, пережившим серьёзные травмы, и защите их прав. Азиза аль-Хибри (Azizah al-Hibri), профессор права Университета Ричмонда, и другие сторонники исламского феминистского богословия, основали организацию «КАРАМАН: мусульманские юристки за права человека» (англ. KARAMAH: Muslim Women Lawyers for Human Rights).
Более семи женщин были главами государств с преимущественно мусульманским населением: Беназир Бхутто возглавляла Пакистан, Маме Бойе — Сенегал, Тансу Чиллер — Турцию, Мегавати Сукарнопутри — Индонезию. А Бангладеш стал первой страной в мире, где две женщины подряд были избраны главами государства: Халеда Зиа и Шейх Хасина.
Книга Фатимы Мерниси «Забытые королевы ислама» (англ. The Forgotten Queens of Islam) стала ключевой частью исламского феминистского богословия в незападных странах. Среди других исламско-феминистских теологов можно отметить Риффат Хассан (англ. Riffat Hassan), Амину Вадуд и Асму Барлас (англ. Asma Barlas).

#### Сикхизм
В сикхизме признаётся равноправие мужчин и женщин, что подтверждается и в «Гуру Грантх Сахиб» — основном священном писании этой религии:

Внутри женщины происходит зачатие мужчины, и от женщины он рождается. С женщиной он обручается и на женщине женится. С женщиной мужчина дружит и, благодаря женщине, продолжается система размножения. Когда его женщина умирает, он ищет другую женщину; к женщине он привязан. Так зачем тогда называть плохой ту, от которой рождаются короли? От женщины рождается женщина. Без женщины — не может быть никого.

Как утверждают некоторые исследователи сикхизма, например, Никки-Гунидер Каур Сингх (Nikky-Guninder Kaur Singh), феминистская идеология в сикхизме проявляется так же в феминизации обрядов — например, женщине дозволяется разжигать погребальный костёр. Далее Сингх отмечает, что это — улучшение религии, способствующее «личному и общественному обновлению перемен», и что эти теологи рассматриваются скорее как гуру, нежели как женщины или исследователи. Учение основателя сикхизма гуру Нанака отвергает гендерную дискриминацию; он приводит в пример женщин, положивших начало традициям, и женщин, сыгравшим значимую роль в истории — например, Май Бхаго (в.-пандж. ਮਾਈ ਭਾਗੋ), которая в 1705 году повела людей на битву против имерских завоевателей.

#### Гендер Бога
Некоторые сторонники феминистской духовности отказываются называть Бога исключительно в мужском роде. Также они отвергают наделение Бога исключительно традиционными мужскими качествами (авторитаризм, отцовство, дисциплинирование) и придают Богу «материнские» добродетели, такие как заботливость, творческая созидательность, способность принимать людей такими, какие они есть, и любить их, несмотря ни на что.  В этом вопросе не происходит радикального расхождения с традиционными взглядами. В частности, хотя христианство утверждает почитание Бога как Отца, это носит символический смысл, который не подразумевает человеческое понимание пола. Католический катехизис указывает, что Бог как Отец означает Бога как первопричину и любящее попечение, и отмечает, что «родительская нежность Бога может также выражаться в образе материнства, который в большей степени показывает Божию имманентность... Бог трансцендентен человеческому различию полов. Он не мужчина и не женщина — Он есть Бог, Он также трансцендентен человеческому материнству и отцовству».
Кэрол Патрис Крист (англ. Carol Patrice Christ), автор многократно переизданной статьи «Почему женщинам нужна Богиня» (англ. Why Women Need the Goddess), в которой она приводила аргументы в пользу существования в древних религиях единой верховной богини. Весной 1978 года эта статья была представлена аудитории в 500 человек на конференции в Университете Санта-Круз (англ. University of Santa Cruz), а впервые напечатана в Heresies: The Great Goddess Issue (1978), pgs. 8-13 Кэрол Крист также была одним из редакторов классической феминистской религиозной антологии Weaving the Visions: New Patterns in Feminist Spirituality (1989) и Womanspirit Rising (1979/1989).

### Дхармические религии

#### Индуизм
В древнем индуизме признавалось равное достоинство женщины и мужчины. Например, в Ману-смрити (3:56-58): «Где женщины почитаются, там боги радуются; но где они не почитаются, там все ритуальные действия бесплодны. Та семья, где женщины, члены семьи, печалятся, быстро погибает, но та, где они не печалятся, всегда процветает. Те дома, которые проклинают непочтённые женщины, члены семьи, совершенно погибают, как бы разрушенные магической силой».
В последующие времена с распространением монотеистических форм индуизма — шиваизма и вишнуизма — значительно распространился и шактизм, почитающей верховное божество в образе Богини-Матери Шакти. Исторические индуистские тексты признают ценность женщины и неразрывную взаимосвязь мужчин и женщин; даже божественные силы принадлежат не отдельно мужским и женским божествам, но парам их.

#### Буддизм
Буддийский феминизм стремится продвинуть и понять нравственное, социальное и духовное равенство мужчин и женщин в буддизме. Хотя некоторые основополагающие положения буддизма могут противоречить идеям западного феминизма, сторонники буддийского феминистского богословия пытаются найти общее между ними и баланс между традицией и целями этого движения. В то же время они, следуя буддийским учениям, критикуют «идейное отчуждение» мужчин, признание их принципиально иными по сути, характерное для общей идеологии феминизма. Такое признание «инаковости» и «чуждости» противоречит учению Будды о взаимосвязанности всего сущего. Для буддиста главный враг — не кто-то «не такой», а заблуждения насчёт реальной природы вещей, в частности, непонимание того, что единство во взаимосвязи и бытие есть одно и то же.
Сторонники буддийского феминизма считают важным для обеспечения гендерного равноправия возобновление принятия в бхикшуни (полностью посвящённые монахини) женщин в тех школах буддизма, где оно было прекращено, чтобы дать женщине возможность уже в этой жизни достичь просветления и избежать будущих перерождений, а не дожидаться воплощения в теле мужчины, после которого будет доступно посвящение в бхикшу.

## Духовные движения

### Феминистская духовность
Некоторые авторы используют термины «феминистская духовность» (англ. feminist spirituality) и «женская духовность» (women's spirituality). По утверждению Сандры Мари Шнайдерс (англ. Sandra Marie Schneiders), понятие «феминистская духовность» не всегда относится к христианству и даже к религии вообще, поскольку в новейшее время слово «духовность» (spirituality) используется и в секулярном феминизме, и в атеистическом марксизме. Основательница (совместно со своей партнёршей — Мэри Хант) феминистской организации «Женский альянс за теологию, этику и ритуал» (англ.  Women’s Alliance for Theology, Ethics, and Ritual) Дайанн Л. Неу (англ. Diann L. Neu) в энциклопедии «Современная американская религия» (англ. Contemporary American Religion) определяет феминистскую духовность как «массовое общественно-религиозное движение внутри устоявшихся религий и вне их, требующее вернуть женщинам власть, ценность и достоинство».
По утверждению Неу сам термин feminist spirituality возник в США в 1970-х годах, во время второй волны феминизма. Некоторые феминистки тогда обвинили христианство и иудаизм в том, что это — сексистские религии, в которых Бог — мужского пола и легитимизируется превосходство мужчин над женщинами в семье, обществе и религии, отрицается женская индивидуальность, женщины занимают подчинённое положение и не допускаются ко многим видам религиозной деятельности. Потом одни религиозные феминистки пытались реинтерпретировать распространённые вероучения, другие — полностью отказывались от них и находили для себя подходящие религии с поклонением верховной Богине или с изначально провозглашённым равноправием мужчин и женщин в материальной и духовной жизни.

### Новое мышление
В качестве примеров «женского религиозного творчества» авторы публикаций (Bednarowski, 1999) приводят движения метафизического характера — Новое мышление, Христианская наука, а также другие религиозные движения, в настоящее время входящие в категорию Нью Эйдж, которые придают особое значение верованиям оккультного («метафизического») характера и соответствующей практике.
В частности, с самого начала феминистским было движение «Новое мышление», в котором большинство преподавателей и студентов были женщины, а в числе основательниц движения — Эмма Куртис Хопкинс (англ. Emma Curtis Hopkins), «учительница учительниц» Миртл Филлмор (англ. Myrtle Fillmore), Малинда Крамер (англ. Malinda Cramer) и Нона Ловелл Брукс (англ. Nona Lovell Brooks). Женщины возглавляют большинство церквей и общественных центров «Нового мышления» с 1880-х годов до настоящего времени. Как общественное движение оно не имеет единственного истока, но поддерживалось рядом духовных мыслителей и философов, принадлежавших к различным религиозным организациям и деноминациям, особенно к «Церкви единства» (англ. Unity Church), «Религиозной науке» (англ. Religious Science) и «Церкви божественной науки» (англ. Church of Divine Science).
В целом, отличительной чертой групп, мировоззренчески и доктринально родственных Нью Эйдж, является непропорционально большое количество участниц-женщин и женщин-лидеров. Религиозной особенностью групп оккультного и метафизического характера является стремление к деперсонализации Бога, когда вместо Бога как Личности в религиозное обращение вводятся такие общие понятия как «Разум», «Принцип» или «Дух».

## Критика
Представителями религиозных конфессий феминистское богословие критикуется за тенденциозность, оценивается как кощунство, искажение библейского текста и еретическое учение.
В частности, в документе «Интерпретация Библии в Церкви» Папской библейской комиссии феминистское толкование рассматривается как приверженное односторонней и предвзятой программе, следствием чего является тенденциозная интерпретация Библии. Феминистское богословие критикуется за использование argumentum ex silentio, который не может рассматриваться в качестве надёжного способа герменевтики, а также из-за использования методов толкования, результатом которых является отвержение богодухновенности текстов Библии.
Митрополит Иларион (Алфеев) в «Таинство веры: Введение в православное догматическое богословие» рассматривал в качестве искажения библейского представления о Боге попытки феминистского богословия изменить молитву Господню «Отче наш», как и стремление изменить местоимение обращения к Богу «Он». Подобные способы корректировки Библии автор рассматривает как «посягательство на священный текст, граничащее с кощунством».
Историк иудаизма Адам Ферцигер (Adam Ferziger) в публикации «Феминизм и ереси» («Feminism and Heresy: The Construction of a Jewish Metanarrative») рассматривает связь женщин с ересью и девиантностью в религиозных традициях всего мира. Автор обращает внимание, что с точки зрения ортодоксального иудаизма и галахи феминистское богословие является ересью.

## Пояснения
1. ↑  англ. probably the first article to deal theoretically with the issue of female God-language in a Jewish context
2. ↑  «Бесполый Бог также означает полное предательство сказаний Торы» (англ. This gender less God also represents a profound betrayal of the Torah narrative)[28]
3. ↑  англ. personal and social renewal of change
4. ↑  англ. teacher of teachers; слово teacher в английском языке не склоняется по роду и равно может значить как «учитель», так и «учительница»